# Тад Кокрен
Вільям Тад Кохран (англ. William Thad Cochran; 7 грудня 1937, Понтоток, Міссісіпі — 30 травня 2019) — американський політик. Був членом Сенату США від штату Міссісіпі з грудня 1978 по квітень 2018 року.
У 1959 році закінчив Університеті Міссісіпі зі спеціалізацією в галузі психології та політології. Потім він з 1959 по 1961 служив у ВМС Сполучених Штатів. Здобув юридичну освіту в Школі права Університету Міссісіпі у 1965 році.
Член Палати представників США з 1973 по 1978. У молодості він був активним демократом, але став республіканцем наприкінці 1960-х.